# 可以愛嗎？
《可以愛嗎？》（日語：愛してもいいですか?），日本女歌手高橋南的個人第一張錄音室專輯，於2016年10月12日由環球音樂旗下廠牌EMI RECORDS製作發行。

## 專輯概要
此張專輯的發行相關消息，最早於2016年3月28日在橫濱球場舉行的高橋南以AKB48成員身分畢業的《祝 高橋南畢業～148.5cm看見的夢想》演唱會上公布，並由高橋公開一部分製作陣容，歌曲提供陣容皆為高橋本人親自邀歌。同年8月26日，公開曲目及收錄內容。
專輯名稱由秋元康提案10個名稱，最後由高橋南選定，理由為「此名稱根據不同人來解讀或許有不同的看法」。專輯所收錄的內容皆為未收錄在任何唱片中的全新歌曲。

## 收錄曲目
CD
1. （作詞、作曲、編曲：槇原敬之）
2. GIRLS TALK（作詞：岸谷香、木村有里，作曲：岸谷香，編曲：板井直樹）※「AVABEL ONLINE」電視廣告曲
3. （作詞、作曲：高見澤俊彥（日语：高見沢俊彦），編曲：高見澤俊彥、岸利至（日语：岸利至））
4. （作詞、作曲：玉置浩二，編曲：矢萩涉（日语：矢萩渉）、Nagacho、新田雄一）
5. （作詞：飯村翔（日语：OKAMOTO'S#メンバー），作曲：林幸希（日语：OKAMOTO'S#メンバー），編曲：OKAMOTO'S（日语：OKAMOTO'S））
6. （作詞、作曲：真島昌利，編曲：白石紗澄李（日语：シライシ紗トリ））
7. （作詞、作曲、編曲：：前山田健一）
8. （作詞：來生悅子（日语：来生えつこ），作曲：來生孝夫（日语：来生たかお），編曲：安部潤）
9. （作詞：榊泉（日语：榊いずみ），作曲：榊いずみ、佐藤亙，編曲：佐藤亙）
10. （作詞、作曲：卡莉·蕾·傑普森、比利·斯坦伯格（英语：Billy Steinberg）、喬許·亞歷山大（英语：Joshua Alexander），日文詞：高橋南，編曲：小森田實（日语：小森田実））
11. （作詞、作曲：名嘉俊，編曲：ソンルイ、飯塚啓介）

Bonus Track：（作詞：高橋南與《欺凌KO》徵選歌詞，編曲：若田部誠）※NHK教育頻道《欺凌KO》反霸凌活動歌曲
初回限定盤特典DVD
1. MV
2. Special Interview
3. 一日跟拍～《跟隨Takamina～25歲的某日～》

## 外部連結
- 高橋南 - UNIVERSAL MUSIC JAPAN （页面存档备份，存于）
- cheekyeyes （页面存档备份，存于）